# Lennard Pearce
Lennard Pearce (London, 9. veljače 1915. – London, 15. prosinca 1984.), britanski kazališni i televizijski glumac. 
Svjetsku je slavu stekao kao djed u BBC-evoj humorističnoj seriji Mućke.

## Životopis
Studirao je na Kraljevskoj akademiji dramskih umjetnosti. Najveći dio svoje karijere je proveo u kazalištu, uz manji broj televizijskih uloga kao što je na primjer Cathy come home i Minder. Godine 1980. doživio je srčani udar i baš kada je namjeravao potpuno odustati od glume, ponuđena mu je uloga djeda u Mućkama, čime je stekao svjetsku slavu. 
Pearce je umro na početku četvte sezone 'Mućki', tj. za vrijeme snimanja epizode 'Hole in one'. Preminuo je kada je trebao upasti u podrum Kobilje glave kako bi od nje dobio odštetu, pa su dvije scene ove epizode morale biti ponovo snimljene. John Sullivan je ubrzo napisao scenarij za novu epizodu nazvanu 'Obiteljske veze', te je ona označila djedovu smrt u seriji. U toj epizodi se pojavljuje djedov mlađi brat, stric Albert (Buster Merryfield), koji ga je i zamijenio. 